# Justicia sumatrana
Justicia sumatrana är en akantusväxtart som beskrevs av Wilhelm Sulpiz Kurz. Justicia sumatrana ingår i släktet Justicia och familjen akantusväxter. Inga underarter finns listade i Catalogue of Life.